# Пенинский, Иван Степанович
Иван Степанович Пенинский (1791—1868) — русский педагог, автор учебников.

## Биография
Родился в 1791 году. Происходил из духовного звания; обучался в Александро-Невской духовной семинарии, где курса не окончил и 1 декабря 1813 года поступил на службу в хозяйственный департамент министерства полиции, но уже 9 ноября 1814 года перешёл в медицинский департамент (в его судьбе принял участие Г. Р. Державин) и здесь с 1817 года занимал должность журналиста. С 15 июня 1818 по 7 июня 1820 года состоял в исполнительном департаменте министерства полиции.
Одновременно, получив чин губернского секретаря, с 1 марта 1818 по 3 апреля 1821 года был учителем латинского и русского языков в средних классах Благородного пансиона при Главном педагогическом институте.
С 12 июня 1820 года служил помощником столоначальника в Департаменте государственных имуществ, а 28 февраля 1822 года определился секретарём в Санкт-Петербургский цензурный комитет. Одновременно, с 8 ноября 1822 года он стал штатным смотрителем училищ Ораниенбаумского уезда, а с 19 января 1823 года — старшим учителем русской словесности, логики и славянского языка во вновь открывшейся гимназии, которая получит наименование Третьей Санкт-Петербургской гимназии. В октябре 1823 года он уволился из цензурного комитета, а в сентябре 1827 года покинул место смотрителя училищ. Также он преподавал с 26 мая 1820  по 1 августа 1829 года в Доме воспитания бедных детей (Гимназия Императорского Человеколюбивого общества).
В 1833 году он оставил гимназию, получив при отставке чин надворного советника. С этих пор он проживал в Петербурге, Выборге и Риге (1865), занимаясь изданием учебных книг по русскому языку.
Умер, предположительно, в 1868 году.
И. С. Пенинский стал известен, главным образом, как издатель многих учебников по русскому языку; ему принадлежат следующие работы:
- «Надгробные слова Боссюэта» (СПб., 1822), перевод, вызвавший весьма похвальный отзыв рецензента «Отечественных записок» (1823. — Ч. XIII, № 33. — С. 139—144);
- «Славянская грамматика, заимствованная преимущественно из грамматики г. Добровского (Institutiones linguae Slaviсае dialecti veteris. Vindabonae. 1822)» (СПб., 1825; изд. 2-е. — 1826); с 3-го издания — под заглавием «Грамматика славянская» (СПб., 1827; изд. 10-е. — СПб., 1856),;
- «Славянская хрестоматия, или избранные места из произведений древнего отечественного наречия» (СПб., 1828; изд. 7-е. — СПб., 1859);
- «Российская хрестоматия, или отборные сочинения отечественных писателей в прозе и стихах». 2 части (СПб., 1833—1834; изд. 2-е. — СПб., 1837; изд. 3-е. — СПб., 1842);
- «Книга для чтения и упражнения в языке, составленная для уездных училищ и низших классов гимназий» (СПб., 1848; изд. 7-е. — СПб., 1860);
- «Правила стихосложения» (СПб., 1838; изд. 2-е. — СПб., 1845; изд. 3-е. — СПб., 1848).

Все учебники, составленные И. С. Пенинским, пользовались весьма широким распространением и были заменены лишь в 1850-х годах работами Галахова.
Кроме того, в «Журнале древней и новой словесности» (1818. — Ч. III. — С. 18—21) он поместил перевод речи Боссюэта «Изображение Кромвеля», а в «Сыне отечества» «Отрывок из речи Боссюэта на смерть Генриетты-Анны, герцогини Орлеанской» (1818. — Т. XLVI. — С. 246—259) и «Отрывки из надгробной речи Боссюэта Великому Конде» (1819. — Ч. 52, № 8. — С. 49—62). 